# Eugenia Kielland
Eugenia Marie Kielland, född 23 april 1878 i dåvarande Skedsmo kommun i Akershus fylke, död 7 juli 1969 i Oslo, var en norsk författare och kritiker.
Kielland avlade lärarexamen 1899. Hon publicerade diktsamlingen Vildskud (1918) och novellsamlingen Vor lykke (1921) men det var inom litteraturkritiken som hon gjorde sin främsta insats. Hon blev litteraturkritiker i Morgenposten 1927 och i Dagbladet 1930. En del av sina artiklar samlade hon i Fem essays om moderne norsk litteratur, 1951 Charles Kents Norsk lyrikk gjennem tusen år i nyutgåva och 1955 Mellom slagene, ett urval av brev av Amalie Skram. Vidare kan nämnas de biografiska verken Nini Roll Anker i liv og arbeid (1948), Min venn Kristian Elster (1950) och Sigurd Christiansen i liv og diktning (1952).
Kielland var från 1938 till 1950 norsk redaktör av tidskriften Ord och Bild och blev litterär konsulent vid H. Aschehoug & Co. Hon var ordförande för Den norske forfatterforenings litterära råd 1940–1944 och 1947–1954. Till hundraårsdagen av hennes födelse publicerade några av hennes kritikerkollegor en vänbok.
Eugenia Kielland var barnbarn till författaren Gustava Kielland.